# Lisa Niemi
Pour les articles homonymes, voir Haapaniemi.
Lisa Niemi, de son vrai nom Lisa Haapaniemi, née le 26 mai 1956 à Houston (Texas), est une danseuse, actrice, réalisatrice et productrice américaine d'origine finno-américaine.

## Biographie
Lisa Niemi prenait des cours de danse donnés par la mère de Patrick Swayze, Patsy Swayze, ayant un grand talent elle continua ses études dans cette voie. Elle a habité en colocation à New York avec Patrick Swayze, puis ils se sont mariés en 1975. Après deux fausses couches, Lisa et Patrick ont abandonné l'idée d'avoir des enfants.
Bien que cela soit rarement mentionné, Lisa a grandement contribué à l'écriture du film Dirty Dancing. Les scénaristes étant jeunes et peu expérimentés, Lisa a pratiquement revu tout le scénario de ce film. Elle devait y tenir le rôle de Penny, la professeur de danse et amie de Johnny dans ce film. Le role de Penny a finalement été joué par Cynthia Rhodes.
Patrick Swayze, qu'elle a accompagné jusqu'à sa fin de vie, est mort le 14 septembre 2009. Lisa Niemi a coécrit la biographie de Patrick Swayze  The Time of My Life.
Depuis le 24 mai 2014, elle est remariée au joaillier Albert DePrisco.

## Filmographie

### Actrice
- 1987 : Max Headroom (TV) 2 épisodes : Janie Crane
- 1987 : Slam Dance : Mrs. Adrienne Schell
- 1987 : Steel Dawn : Kasha
- 1988 : La Vie en plus : Mannequin
- 1989 : Un flic à Chicago : Violinist
- 1990 : Super Force (TV) 21 épisodes : Carla Frost
- 1992 : En direct du couloir de la mort (TV) : Female Anchor
- 1993 : Younger and Younger : Donna Wetter
- 1993 : The Tonight Show with Jay Leno (TV) 1 épisode
- 1998 : Lettres à un tueur : Woman in Crowd
- 2003 : One Last Dance : Chrissa Lindh
- 2004 : Beat Angel : Carol

### Réalisatrice
- 2003 : One Last Dance
- 2009 : The Beast (saison 1, épisode 11, L'héritier)